# Foca (1908)
Foca – włoski okręt podwodny z początku XX wieku. Jednostka została zwodowana 8 września 1908 roku w stoczni FIAT-San Giorgio w La Spezii, a w skład Regia Marina weszła 15 lutego 1909 roku. „Foca” pełniła służbę na Morzu Śródziemnym, a 26 kwietnia 1909 roku zatonęła w Neapolu w wyniku eksplozji oparów benzyny. Okręt został podniesiony i wziął udział w I wojnie światowej. Jednostka została wycofana z czynnej służby we wrześniu 1918 roku.

## Projekt i budowa
Stworzony w 1906 roku przez inż. Cesarego Laurentiego projekt okrętu podwodnego „Foca” stanowił rozwinięcie jednostek typu Glauco. W porównaniu do poprzednika okręt był dłuższy i miał większy kiosk. Jednostkę wyróżniało zastosowanie do napędu na powierzchni trzech silników benzynowych poruszających trzema śrubami – układu tego nie powtórzono już w żadnym późniejszym projekcie okrętu podwodnego powstałym we Włoszech .
„Foca” zbudowana została w stoczni FIAT-San Giorgio w La Spezii. Stępkę okrętu położono w kwietniu 1907 roku, a zwodowany został 8 września 1908 roku. Był pierwszym okrętem we włoskiej flocie noszącym tę nazwę.

## Dane taktyczno-techniczne
„Foca” była niewielkim, przybrzeżnym okrętem podwodnym . Długość całkowita wynosiła 42,5 metra, szerokość 4,28 metra i zanurzenie 2,61 metra. Wyporność normalna w położeniu nawodnym wynosiła 185 ton, a w zanurzeniu 280 ton. Okręt napędzany był na powierzchni przez trzy silniki benzynowe FIAT o łącznej mocy 800 KM . Napęd podwodny zapewniały dwa silniki elektryczne Siemens o łącznej mocy 160 KM. Trzy wały napędowe obracające trzema śrubami umożliwiały osiągnięcie prędkości 16 węzłów na powierzchni i 6 węzłów w zanurzeniu . Zasięg wynosił 350 Mm przy prędkości 10 węzłów w położeniu nawodnym oraz 45 Mm przy prędkości 4 węzły w zanurzeniu. Dopuszczalna głębokość zanurzenia wynosiła 35 metrów .
Okręt wyposażony był w dwie stałe dziobowe wyrzutnie torped kalibru 450 mm, z łącznym zapasem czterech torped .
Załoga okrętu składała się z 2 oficerów oraz 15 podoficerów i marynarzy.

## Służba
„Foca” weszła do służby w Regia Marina 15 lutego 1909 roku. W jednym z pierwszych rejsów jednostka miała przepłynąć z La Spezii do Wenecji, z postojem na uzupełnienie paliwa w Neapolu. 26 kwietnia 1909 roku podczas ładowania akumulatorów doszło do eksplozji oparów benzyny i na pokładzie wybuchł pożar, który został opanowany poprzez dokonanie samozatopienia okrętu w neapolitańskim porcie. Po kilku dniach jednostka została podniesiona i przeholowana do La Spezii, gdzie na przełomie 1909 i 1910 roku została wyremontowana i przebudowana . Zmiany objęły głównie zespół napędowy: usunięto środkowy silnik benzynowy i odpowiadający mu wał napędowy wraz ze śrubą, w wyniku czego łączna moc silników benzynowych spadła do 600 KM, a osiągana na powierzchni prędkość maksymalna zmalała do 12 węzłów . Po wypadku na „Foce” Włosi zrezygnowali z umieszczania silników benzynowych w nowo budowanych okrętach podwodnych. 
W 1910 roku załoga okrętu rozpoczęła szkolenie w Wenecji, odbywając rejsy głównie wzdłuż wybrzeża Adriatyku i uczestnicząc w manewrach morskich w okolicach Tarentu. W momencie przystąpienia Włoch do I wojny światowej okręt wchodził w skład 4. dywizjonu okrętów podwodnych (wraz z „Delfino” oraz „Glauco”, „Narvalo”, „Squalo”, „Otaria” i „Tricheco”). Jednostka uczestniczyła w defensywnych patrolach na wodach Morza Adriatyckiego, operując z Brindisi. W styczniu 1916 roku „Foca” została przeniesiona do Tarentu, coraz rzadziej wychodząc w morze. Jednostka nie odniosła podczas działań wojennych żadnych sukcesów.
Okręt został skreślony z listy floty 16 września 1918 roku.